# Subjektivismus
Subjektivismus (od subjekt a subjektivní) je myšlenkový a filosofický postoj, který zdůrazňuje subjektivní stránku intencionálních aktů: poznávání, hodnocení, soudů a podobně. Jeho opakem je objektivismus, který tuto stránku naopak oslabuje nebo popírá. Subjektivismus je blízký relativismu, konstruktivismu, případně i skepticismu.

## V epistemologii
V epistemologii čili teorii poznání znamená subjektivismus nahlédnutí podstatné úlohy poznávajícího. Pro středověký nominalismus je poznávající tvůrcem obecných pojmů a kategorií, jimž ve skutečnosti samé nic neodpovídá. Descartes se pokusil založit nepochybnost poznání právě na sebejistotě poznávajícího subjektu (Cogito ergo sum). K subjektivismu lze počítat i filosofii George Berkeleyho, pro něhož jedinou zárukou poznání je Bůh sám. Immanuel Kant založil svoji transcendentální filosofii na náhledu, že poznání je možné pouze díky apriorním kategoriím prostoru a času, protože jen v prostoru a v čase je smyslové poznání vůbec možné. Pro Kanta jsou tedy věci samy člověku nepřístupné a může poznávat jen jejich jevy (fenomény). Na tento názor navázala i Husserlova fenomenologie, i když skutečnost světa nikdy nepopírala.
Ještě radikálnější podobu subjektivismu zastával Arthur Schopenhauer, pro něhož je svět "mojí představou". Schopenhauer byl dokonce přesvědčen, že tuto větu musí uznat každý, kdo ji pochopil. Ve skutečnosti je to vyjádření velmi nejednoznačné: i kdybych chtěl způsob, jak se mi svět ve smyslovém poznání "dává", označit za "představu", nemohl bych obhájit že není ničím jiným - zejména vzhledem k zákonitostem tohoto světa, k možnosti vzájemného ověřování "představ" mezi různými lidmi atd.

## V etice
Jako subjektivismus se označuje taková etická teorie, která předpokládá jednu z následujících možností:
1. U etických soudů nelze rozhodnout o pravdivosti či nepravdivosti. Např. u etického soudu krást se nemá nelze podle subjektivisty rozhodnout o pravdivosti či nepravdivosti, lze ho jen dodržovat nebo porušovat. Tento názor vyvrátil Immanuel Kant: zloděj sice krade, ale udělá všechno pro to, aby mu ukradené někdo neukradl.[3]
2. Sice lze rozhodnout o pravdivosti či nepravdivosti etického soudu, ale hodnocení je provázáno s psychikou hodnotícího. Například pravdivost etického soudu Hitler je zlo nelze rozhodnout jinak, než na základě osobnosti tazatele. Většina dnešních Evropanů by pravděpodobně s tímto soudem souhlasila, příslušník SS v roce 1941 by měl názor opačný. - Tento názor ovšem přehlíží, že každé hodnocení je hodnocením někoho. To ale vůbec neznamená, že by bylo "subjektivní" ve smyslu "libovolné": i vrah se zpravidla snaží svůj život zajistit a lidskou společnost nelze založit na maximě "zabiješ našince", neboť by brzy vyhynula.

Mezi subjektivistické etické teorie patří např. teorie Hobbesova..